# Wodorosiarczyn potasu
Wodorosiarczyn potasu (nazwa Stocka: wodorosiarczan(IV) potasu), KHSO
3 – nieorganiczny związek chemiczny, wodorosól potasowa kwasu siarkawego.
Stosowany jest jako przeciwutleniacz i konserwant do wina i wielu innych produktów spożywczych, takich jak skrobia, tapioka, ziarna, suszone produkty ziemniaczane, warzywa, suszone owoce, orzechy, mięso i ryby. Dodatek do żywności o numerze E228.
Nadmierne spożycie wodorosiarczynu sodu może prowadzić do bólu głowy, migreny i nudności. Ponadto niszczy witaminę B i kwas foliowy.